# Antonín Puč
Antonín Puč (ur. 16 maja 1907 w Jinonicach, zm. 18 kwietnia 1988 w Pradze) – czechosłowacki piłkarz narodowości czeskiej występujący na pozycji napastnika, reprezentant Czechosłowacji w latach 1926–1939, srebrny medalista Mistrzostw Świata 1934.

## Kariera klubowa
Grę w piłkę nożną rozpoczął w klubach z dzielnicy Pragi Smíchova: Čechie Smíchov i SK Smíchov. W latach 1925–1938 był graczem Slavii Praga. W barwach tego klubu ośmiokrotnie był mistrzem Czechosłowacji i strzelił w lidze 112 bramek. W sezonach 1927 oraz 1928/29 zdobył tytuły króla strzelców. Pod koniec swojej kariery grał w Viktorii Žižkov (1938–1940) oraz ponownie w SK Smíchov (1940–1941).

## Kariera reprezentacyjna
28 czerwca 1926 zadebiutował w reprezentacji Czechosłowacji w meczu z Jugosławią, ostatni raz zagrał w 1939. Wystąpił w mistrzostwach świata 1934, gdzie w 4 meczach zdobył 2 bramki, w tym jedną w przegranym 1:2 finale z Włochami. Brał również udział w mistrzostwach świata 1938, gdzie Czechosłowacja odpadła w ćwierćfinale z Brazylią.
Jest najlepszym strzelcem w historii reprezentacji Czechosłowacji, w której zagrał 61 razy i strzelił 35 goli. Po rozpadzie Czechosłowacji jego rekord pobił w 2005 roku reprezentant Czech Jan Koller.

## Sukcesy

### Zespołowe
Czechosłowacja
- wicemistrzostwo świata: 1934

Slavia Praga
- mistrzostwo Czechosłowacji: 1925, 1928/29, 1929/30, 1930/31, 1932/33, 1933/34, 1934/35, 1936/37

### Indywidualne
- król strzelców czechosłowackiej ekstraklasy: 1927 (13 goli), 1928/29 (13 goli)